# Джаявіраварман
Джаявіраварман (кхмер. ជយវីរវម៌្ម) — правитель Кхмерської імперії.

## Правління
Прийшов до влади 1002 року після зникнення Удаядітьявармана I. Ті події призвели до тривалої громадянської війни в імперії.